# Пудем (река)
Пудем — река в Ярском районе Удмуртии, правый приток Чепцы. Устье реки находится в 232 км по правому берегу реки Чепца. Длина реки составляет 18 км, площадь бассейна — 110 км².
Пудем берёт начало на Верхнекамской возвышенности северо-восточнее деревни Луза. Течёт в южном направлении. Притоки — Ласточка (левый), Караваевский ручей (правый).
В нижнем течении на реке находится Пудемский пруд площадью 3,5 км², созданный для водоснабжения Пудемского металлургического завода. На южном берегу пруда находится село Пудем.
Ниже пруда Пудем разделяется на два рукава, которыми впадает в Чепцу тремя километрами южнее села Пудем.

## Данные водного реестра
По данным государственного водного реестра России относится к Камскому бассейновому округу, водохозяйственный участок реки — Чепца от истока до устья, речной подбассейн реки Вятка. Речной бассейн реки — Кама.
Код объекта в государственном водном реестре — 10010300112111100033322.